# Pholidoptera lucasi
Pholidoptera lucasi is een rechtvleugelig insect uit de familie sabelsprinkhanen (Tettigoniidae). De wetenschappelijke naam van deze soort is voor het eerst geldig gepubliceerd in 1976 door Willemse.
1. ↑  (en) Pholidoptera lucasi op de IUCN Red List of Threatened Species.